# TopWare Interactive
TopWare Interactive — немецкая компания, специализирующаяся на издании и разработке компьютерных видеоигр, главный офис которой располагается в Карлсруэ. Компания наиболее известна тем, что издавала серию RPG «Two Worlds», разработанную подразделением Reality Pump Studios. На данный момент, её дебютом следует считать «Two Worlds II», а также не менее успешное дополнение к ней  «Two Worlds II: Pirates of the Flying Fortress», добавляющее более 15 часов игрового геймплея к основной игре.

## История
TopWare Interactive основана в 1995 году как дочерняя компания TopWare CD Service AG, выпускающая видеоигры и базирующиеся в Мангейме, в которую входили две собственные студии разработки игр, ToonTRAXX и TopWare Programy, которая позже была переименована в Reality Pump Studios, находившиеся в Польше. В феврале 2001 года TopWare CD Service AG объявила об банкротстве. Все права, включая обе студии разработки игр, были приобретены Zuxxez Entertainment AG.
Компания была возрождена Zuxxez в 2005 году. В 2011 году Zuxxez официально изменила свое название обратно на TopWare Interactive, тем самым полностью отказавшись от бренда Zuxxez. Американская компания TopWare Interactive AG, TopWare Interactive Inc., сообщила, что разрабатывает «Battle vs. Chess» для издателя SouthPeak Games. Interplay Entertainment подала в суд и выиграла судебный иск на прекращение продаж в США. В феврале 2012 года Interplay выиграла дело по умолчанию, и 15 ноября 2012 года было согласовано соглашение с условиями урегулирования в 200 000 долларов с процентами.
1 февраля 2016 года, TopWare Interactive снова объявила об банкротстве. Хотя компания еще не опубликовала никаких официальных заявлений по этому поводу, банкротство уже было зарегистрировано в Европейском Реестре Несостоятельности. Подача заявления о банкротстве произошла всего через несколько дней после отмены игры «Vendetta: Curse of Raven’s Cry» (Переиздание последней игры изданной TopWare Interactive «Raven’s Cry») в Steam. Но тем не менее, TopWare выпустила игру позже.
Однако 26 марта 2016 года TopWare объявила о начале разработки Two Worlds 3, релиз которой изначально был запланирован на 2020 год, однако он не состоялся и был перенесен на 2023 год.

## Игры
- 1996 — Das Schwarze Auge: Schatten über Riva — MS-DOS
- 1997 — Jack Orlando — PC
- 1997 — Earth 2140 — PC
- 1998 — Emergency
- 1998 — Knights and Merchants: The Shattered Kingdom
- 1999 — Excessive Speed
- 1999 — Gorky 17
- 1999 — Jagged Alliance 2
- 1999 — Septerra Core: Legacy of the Creator
- 2000  — Earth 2150: Escape from the Blue Planet
- 2000 — Earth 2150: The Moon Project
- 2001 — Earth 2150: Lost Souls
- 2001 — World War III: Black Gold
- 2002 — Enclave
- 2001 — Chicken Shoot 1
- 2002 — Knights and Merchants: The Peasants Rebellion
- 2002 — Heli Heroes
- 2002 — World War II: Panzer Claws
- 2003 — Chicken Shoot 2
- 2003 — KnightShift
- 2004 — Jagged Alliance 2: Wildfire
- 2004 — I of the Dragon
- 2005 — Earth 2160 — PC
- 2006 — Dream Pinball 3D — PC
- 2007 — Two Worlds — PC, Xbox 360
- 2009 — X-Blades — PC, Xbox 360, PlayStation 3
- 2010 — Two Worlds II — PC, Mac, Xbox 360, PlayStation 3
- 2011 — Two Worlds 2: Pirates of the Flying Fortress — PC, Mac, Xbox 360, PlayStation 3
- 2011 — Battle vs Chess aka Check vs. Mate — PC, Mac, Xbox 360, PlayStation 3, Nintendo Wii
- 2012 — Planets under Attack — PC, Xbox 360, PlayStation 3
- 2012 — Iron Sky: Invasion — PC, Mac, Xbox 360, PlayStation 3
- 2014 — Scivelation — PC, Xbox One, PlayStation 4[7]
- 2014 — Sacrilegium — PC, Mac OS X, Xbox 360, PlayStation 3, Wii U[8]
- 2015 — Raven's Cry — PC, Mac, Xbox 360, PlayStation 3
- 2017 - Two Worlds 2: Call of the Tenebrae
- 2017 - Two Worlds 2: Shadows of the Dark Past
- 2018 - Two Worlds 2: Shadows of the Dark Past 2